# Зеслах
Зеслах (нем. Seßlach) — город в Германии, в федеральной земле Бавария.
Подчинён административному округу Верхняя Франкония. Входит в состав района Кобург. Население составляет 4064 человека (на 31 декабря 2010 года). Занимает площадь 72,51 км². Официальный код — 09 4 73 165.
Город подразделяется на 15 городских районов.

## Население
По оценке на 31 декабря 2015 года население общины Зеслах составляет 3962 чел. 

| Дата      | 1840 | 1871 | 1900 | 1925 | 1939 | 1950 | 1961 | 1970 | 1987 | 2011 |
| --------- | ---- | ---- | ---- | ---- | ---- | ---- | ---- | ---- | ---- | ---- |
| Население | 3380 | 3525 | 3153 | 3156 | 3016 | 4542 | 3993 | 4036 | 3737 | 4049 |

| Год       | 1960 | 1970 | 1980 | 1990 | 2000 | 2009 | 2010 | 2011 | 2012 | 2013 | 2014 | 2015 |
| --------- | ---- | ---- | ---- | ---- | ---- | ---- | ---- | ---- | ---- | ---- | ---- | ---- |
| Население | 4001 | 4020 | 3752 | 3923 | 4111 | 4066 | 4064 | 4021 | 3962 | 3998 | 3969 | 3962 |